# Organi giudiziari della Repubblica di San Marino
Il sistema giudiziario della Repubblica di San Marino è di civil law e risente dell'influenza del diritto italiano. Le principali fonti legislative relative all'organizzazione della giustizia nella Repubblica di San Marino sono costituite dalla legge costituzione 30 ottobre 2003 n.144, la quale definisce i principi generali e l'organizzazione di massima, e dalla legge qualificata 30 ottobre 2003 n.145, nella quale viene definito in maggiore dettaglio il funzionamento degli organi giudiziari.

## Organizzazione della giustizia
La giustizia penale ha due istanze:
I Commissario della legge
II Giudice delle appellazioni
La giustizia civile ha tre istanze:
I Commissario della legge
II Giudice d'Appello
III Giudice per la Terza Istanza
La giustizia amministrativa ha tre istanze:
I Giudice di primo grado
II Giudice d'Appello
III Giudice per la Terza Istanza
I Magistrati sono eletti a seguito di concorso per titoli ed esami su proposta del Consiglio Giudiziario, l'organo di autogoverno della Magistratura Sammarinese. I Giudici per la terza istanza, i Giudici per i rimedi straordinari ed i Giudici per l’azione di responsabilità civile dei magistrati sono nominati per la durata di cinque anni e possono essere rinnovati. Tutti gli altri magistrati sono nominati a tempo indeterminato al termine, con esito favorevole, di un periodo di prova di 3 anni.
Il procedimento penale è condotto secondo il rito inquisitorio, come previsto dal Codice di Procedura Penale del 1878, riformato in diverse occasioni, come nel 1974 e più di recente con la legge 17 giugno 2008 n.93 sul segreto istruttorio (conosciuta come "legge sul giusto processo").
Il Commissario della Legge che esercita l'azione penale è detto Giudice Inquirente, mentre quelle che a cui spetta la decisione penale è chiamato Giudice Decidente.
Il Procuratore del Fisco è il magistrato requirente.
L'organo giudicante sia di primo grado che in appello è monocratico.
San Marino inoltre non accetta la giurisdizione della Corte internazionale di giustizia.

## Consiglio Giudiziario
La legge qualificata 30 ottobre 2003 n.145 attribuisce al Consiglio Giudiziario le funzioni di rappresentanza e di garanzia dell'ordine giudiziario. La stessa legge prevede che il consiglio giudiziario possa essere riunito in seduta ordinaria o plenaria, ambedue presiedute dai Capitani Reggenti.  Il Consiglio in seduta ordinaria è composto solamente da magistrati, in numero pari a 10, e dal Segretario di Stato alla giustizia che partecipa senza diritto di voto; esso delibera sulle assegnazione delle competenze ai magistrati e può avanzare richieste o prestare pareri in materia di organizzazione della giustizia. Il Consiglio riunito in seduta plenario è composto da 10 magistrati, 10 membri della commissione affari di giustizia (parlamentari) e dal Segretario di Stato alla Giustizia; esso delibera sulla nomina e conferma dei magistrati, sulla designazione del magistrato dirigente e su tutto ciò che non sia espressamente riservato alla seduta ordinaria.
Il fatto che funzioni di grande importanza e delicatezza siano svolte in seduta plenaria, dove la componente togata è pari a quella politica, è spesso citata come fonte di indebite ingerenze della politica nella gestione della giustizia, con evidente pregiudizio per il principio cardine della separazione dei poteri.

## Commissione Permanente Affari di Giustizia
La commissione Consiliare per gli Affari di Giustizia è costituita da dieci consiglieri nominati dal Consiglio Grande e Generale a maggioranza qualificata (2/3 dei componenti) e dal Segretario di Stato alla Giustizia. La commissione vigila sul funzionamento della giustizia, può attivare l'azione di sindacato nei confronti di singoli magistrati, può richiedere pareri o riferimenti al magistrato dirigente. Le deliberazioni sono adottate a maggioranza assoluta.